# LB&SCR-Klasse E2
Die Klasse E2 der London, Brighton and South Coast Railway (LB&SCR) war eine Klasse von Tenderlokomotiven mit der Achsfolge C, die von Lawson Billinton entworfen wurden. Die Lokomotiven waren für den Rangierdienst und den Güterzugverkehr auf kurzen Strecken bestimmt. Zwischen 1913 und 1916 wurden zehn Exemplare gebaut, die zwischen 1961 und 1963 aus dem Verkehr gezogen und verschrottet wurden.

## Geschichte
Bis 1910 waren viele der Lokomotiven der Klasse E1 von Stroudley verschlissen oder für die schweren Aufgaben, die sie zu bewältigen hatten, nicht mehr geeignet. D. E. Marsh beabsichtigte, einige Exemplare mit einem größeren Kessel umzubauen, doch bis zu seinem unerwarteten Ausscheiden war nur eine E1X umgebaut worden. 
Marshs Nachfolger Billinton änderte die Strategie und ließ stattdessen fünf neue, leistungsstärkere Lokomotiven bei den bahneigenen Werkstätten in Brighton herstellen. Die neue Klasse verwendete mehrere Baugruppen anderer LB&SCR-Klassen, darunter der Kessel der Klasse I2. Die Auslieferung erfolgte zwischen Juni 1913 und Januar 1914.
Der Entwurf der E2 galt als erfolgreich, jedoch erwies sich der Wasservorrat als unzureichend. Daher wurde bei der zweiten Serie, die fünf Lokomotiven umfasste, die Wassertanks verlängert. Der Bau verzögerte sich jedoch durch den Kriegsausbruch, die Lokomotiven wurden aber schließlich zwischen Juni 1915 und Oktober 1916 ausgeliefert.

## Betrieb
Die Lokomotiven der Baureihe E2 wurden hauptsächlich für den schweren Rangier- und Kurzstrecken-Güterverkehr im Großraum London und an der Südküste eingesetzt, da sie aufgrund ihrer kleinen Kohlebunker nicht für lange Fahrten geeignet waren. Dazu gehörten auch Leerfahrten in den Bahnhöfen Victoria und London Bridge.
Zwei von ihnen wurden 1914 als Passagierlokomotiven im Wendezugbetrieb erprobt, wobei die Lokomotiven in der Mitte eines Zuges mit sechs Wagen standen, aber das Experiment wurde noch im selben Jahr abgebrochen, da sie nicht genügend Kohle aufnehmen konnten.
Nach der Elektrifizierung der Brighton Main Line wurde die Baureihe im Jahr 1936 als Ersatz für die ehemalige T-Klasse der London Chatham and Dover Railway (LC&DR) im Rangierbahnhof Herne Hill, im Bereich des Bahnhofs Victoria und im Hafen von Dover eingesetzt. Während des Zweiten Weltkriegs ersetzten sie auch die Klasse Z im Rangierbahnhof Hither Green.
Mitte der 1950er Jahre wurde die Baureihe als Rangierlokomotive in den Southampton Docks erprobt und für nützlich befunden. Sechs Exemplare wurden bis zu ihrer Ablösung durch die Diesellokomotiven der Klasse 07 von British Rail im Jahr 1962 für diesen Zweck eingesetzt.
Die Ausmusterung der Klasse erfolgte zwischen Februar 1961 und April 1963, und alle wurden verschrottet. Keines der Fahrzeuge hat bis heute überlebt.

## Thomas und seine Freunde
1946 verwendete Reginald Payne die spätere Serie der E2-Lokomotiven als Grundlage für die Figur Thomas die Rangierlokomotive im zweiten Buch der Eisenbahnserie von Reverend W. Awdry.

## Modelle
Für die Nenngröße 00 wurden im Laufe der Jahre von mehreren Modellbahnherstellern Modelle angeboten. Trix produzierte von 1961 bis 1972 ein Modell der ersten Serie der Klasse E2. Es war für das Trix Twin 3-Schienen-System konzipiert, konnte aber mit der optionalen 2-Schienen-Aufnahme, die der Lokomotive beilag, auf 2-Schienen umgerüstet werden. Hornby Railways produzierte die Lokomotive in ihrer frühesten Form als Modell der Nenngröße 00. Die Produktion dauerte von 1979 bis 1985 in drei verschiedenen Varianten mit vier Referenznummern. 1985 wurde das Werkzeug ausgemustert und nach einigen Änderungen stattdessen als Grundlage für das Modell von Thomas und seine Freunde verwendet. Bachmann hat auch mehrere verschiedenfarbige Modelle auf E2-Basis in seiner Junior Range produziert.
Für Nenngröße 0 hatte ACE Products früher einen Bausatz aus Messing im Programm.